# La Transfiguration (Raphaël)
Pour les articles homonymes, voir Transfiguration.
La Transfiguration est le dernier  tableau peint par Raphaël, commencé en 1518, inachevé de sa main en 1520, date de sa mort. Il est conservé à la Pinacothèque de la cité du Vatican.

## Éléments historiques
La Transfiguration a été commandée à Raphaël par le cardinal Jules de Médicis (futur pape Clément VII). Il commanda en même temps une deuxième œuvre intitulée La Résurrection de Lazare à Sebastiano del Piombo. Les deux tableaux d’autel étaient destinés à  sa résidence épiscopale de Narbonne, dont il était l‘archevêque depuis 1515. Raphaël mourut d'un accès de fièvre en avril 1520. Mais il n'a pas le temps d‘achever le tableau. C‘est donc son atelier (probablement  Giulio Romano) qui s‘en chargea. Le cardinal Jules de Médicis fit finalement don du tableau à l'église San Pietro in Montorio de Rome où il resta exposé de 1523 à 1797. Le pape Pie VI fut contraint de le céder à la France en 1797 par le traité de Tolentino (le traité, imposé au Saint-Siège par le Directoire français, consistait, entre autres à prélever cent œuvres parmi les collections pontificales et romaines).  Il rejoignit alors le Museum central des arts, l’actuel musée du Louvre, puis fut restitué au pape Pie VII à la chute de Napoléon et à la suite des décisions du congrès de Vienne, en 1815, imposées à la France. En 1817, le fameux tableau fit retour au Saint-Siège et intégra la Pinacothèque vaticane en 1820.

## Composition
Le tableau comporte deux parties narratives distinctes.
La partie supérieure montre la Transfiguration sur le mont Thabor, le Christ flottant devant des nuages illuminés, entre les prophètes Moïse et Élie. En dessous, sur le sommet de la montagne, sont couchés les apôtres S. Pierre, S. Jacques le Majeur et S. Jean Évangéliste, couvrant leur visage, aveuglés par la lumière. 
La partie inférieure montre les autres parmi les douze Apôtres à qui une foule de gens, paniqués, ont amené un jeune garçon victime d'une possession démoniaque et qu'ils ne parviennent pas à guérir. Le Christ, redescendant du mont Thabor où venait d'avoir lieu sa Transfiguration, guérira l'enfant démoniaque d'une seule parole (cf. Matthieu 17, 14-21).

## Analyse et iconographie
La Transfiguration est un épisode de la vie du Christ où son apparence physique change pendant sa vie sur terre, révélant ainsi sa nature divine. Selon la Bible, cet épisode se situe après la multiplication des pains, au moment où les disciples reconnaissent en lui le Messie. Au cours de la fête des tentes, il se serait rendu sur le mont Thabor avec ses disciples Pierre, Jacques et Jean et se serait alors métamorphosé. Son visage changea et ses vêtements devinrent d’un blanc éclatant en présence de Moïse  reconnaissable aux tables de la loi qu’il tient entre les bras et Élie, à droite, tenant le Livre.
On observe une vive lumière blanche l’entourant, provoquant même un vent improbable, surnaturel, traduit par les drapés d’Élie et de Moïse ainsi que leurs cheveux. Les nuages même sont concentrés autour de Jésus. Celui-ci, vêtu de blanc, en léger contrapposto, les hanches larges, le drapé flottant, les bras ouverts, est représenté en lévitation.
Les deux petits personnages, à gauche, qui sont en train de prier et qui n’apparaissent pas dans le passage de la Bible sont les saints Just et Pasteur, à qui est dédiée la cathédrale de Narbonne, dont le commanditaire du tableau, le cardinal Jules de Médicis (futur pape Clément VII) était l'archevêque.
Le mont Thabor est représenté par un monticule. En guise de décor, on peut observer quelques arbres et sur la droite, au lointain, un village.
Cette scène agitée de la partie inférieure du tableau fait référence au passage de l'Évangile de Matthieu, ch. 17, versets 14-21, relatant le cas du garçon possédé, que le Christ, en redescendant du mont Thabor, allait guérir d'une parole.
Si le moment de la scène de la partie supérieure paraît mystérieux et hiératique, les nombreux personnages dans la partie inférieure créent un contraste violent, avec un ensemble de gens pris de panique autour du jeune garçon possédé, se démenant, et de son père, vêtu de vert, qui le retient des deux mains. L'enfant, la bouche ouverte, gesticule, un bras pointé vers le ciel, l'autre vers le sol, les yeux révulsés et exorbités.
À gauche, le groupe des apôtres que le Christ n'a pas pris avec lui sur la montagne (sauf Pierre, Jacques le Majeur et Jean, témoins de la Transfiguration) se consultent sans parvenir à guérir l’enfant. Ils sont également dans la stupeur, sentiment qui se traduit par leurs gestes et leurs regards, dans l'attente du retour du Christ du mont Thabor.
L'usage des couleurs vives (luminisme), les mimiques excessives, annoncent l'école du maniérisme qui dominera bientôt la peinture italienne, après la mort de Raphaël en 1520. Bien plus tard, en 1847, c'est notamment en réaction à cette œuvre qu'ils critiquaient, que les peintres anglais Hunt, Rossetti et Millais fondirent le mouvement artistique du préraphaélisme. Le tableau, l'ultime du maître, reste l'un de ses chefs-d'œuvre les plus marquants.